# پیردختر

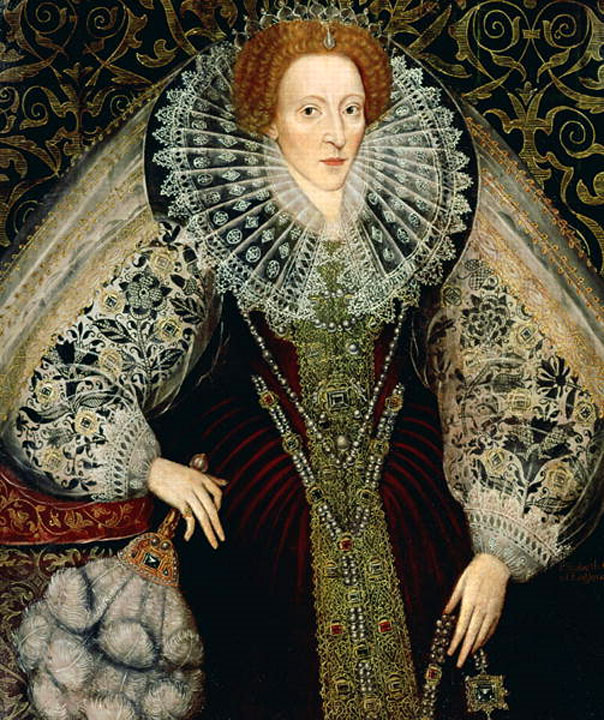
الیزابت یکم ملکه انگلستان در سده شانزدهم تا پایان عمر ازدواج نکرد و تبدیل به نمادی از یک پیردختر (Spinster) شد.

پیردختر به زنی گفته می‌شود که ازدواج نکرده‌است و سنش از محدودهٔ سنی که طی آن معمولاً زنان ازدواج می‌کنند بیشتر باشد. همچنین می‌تواند به این معنی باشد که ازدواج کردن زن بعید به نظر می‌رسد.

## واژه
واژه انگلیسی Spinster در اواخر دوران قرون وسطی برای توصیف زنانی به کار می‌رفت که به‌طور حرفه‌ای پشم‌ریسی می‌کردند و بیشترشان مجرد بودند. در آن زمان پیدا کردن کارهایی با جایگاه اجتماعی پایین‌تر برای زنان مجرد آسان‌تر بود و موقعیت‌های شغلی بهتر به‌طور کلی به زنان متأهل می‌رسید چون به واسطه شوهرانشان می‌توانستند لوازم مورد نیاز برای کارهای با جایگاه اجتماعی بالاتر را فراهم کنند.
این کلمه به مرور زمان معانی ضمنی منفی‌تری هم پیدا کرده و در فرهنگ عامه از آن برای تحقیر زنان مجرد استفاده می‌شود. این اصطلاح در فیلم خاطرات بریجت جونز ساخته شارون مگوایر هم به کار رفته‌است. این فیلم داستان زنی در اوایل دهه ۳۰ زندگی را روایت می‌کند که با وجود داشتن موقعیت خوب شغلی در لندن، با مجرد بودن خود مشکل دارد.

## زنان و ازدواج
زنان ممکن است به دلایل مختلفی ازدواج نکنند از جمله تمایلات شخصی، شرایط اقتصادی-اجتماعی و کمبود انسان واجد شرایط. لوییزا می الکات نویسنده مشهور نوشته‌است که «آزادی برای بسیاری از ما، شوهری بهتر از عشق است». مسائل مربوط به وضعیت اجتماعی نیز ممکن است در مواردی به وجود بیاید که برای زن غیرقابل قبول باشد که زیر رده اجتماعی خود ازدواج کند درحالی که پدر و مادرش بودجه لازم برای حمایت از ازدواج او را در سطح اجتماعی خود ندارند.

## فیلم و رمان
- پیر دختر (رمان)
- پیر دختر (فیلم ۱۹۳۹) فیلم سینمایی
- پیر دختر (فیلم ۱۹۷۲) فیلم سینمایی